# (1582) Martir
(1582) Martir ist ein Asteroid des Hauptgürtels, der am 15. Juni 1950 von dem argentinischen Astronomen Miguel Itzigsohn in La Plata entdeckt wurde.
Der Name des Asteroiden ist das spanische Wort für Märtyrer und wurde zu Ehren der Präsidentengattin Eva Perón gewählt.